# Morosolo
Morosolo (Morissoeu in dialetto varesotto, AFI: [muˌriˈsøː]) è una frazione del comune di Casciago, in provincia di Varese. A partire dall'ultima rilevazione censuale (2001) e a fini esclusivamente statistici, i suoi abitanti vengono conteggiati insieme a quelli di Casciago. Fino al 1929 costituiva un comune autonomo.
Il vicino lago di Varese e il Varese Golf Club ne fanno una nota località turistica.

## Storia
Citato per la prima volta nel X secolo (sia sotto il nome di Mauresiolo che di Maurisiolo), assunse, dopo altre svariate trasformazioni, la denominazione attuale agli albori dell'età moderna (XVI secolo).
Registrato agli atti del 1751 come un borgo di 176 abitanti, nel 1786 Morosolo con Mustonate entrò per un quinquennio a far parte dell'effimera Provincia di Varese, per poi cambiare continuamente i riferimenti amministrativi nel 1791, nel 1798 e nel 1799. Alla proclamazione del Regno d'Italia nel 1805 risultava avere 496 abitanti. Nel 1809 il comune si allargò per l'annessione di Oltrona, ma nel 1812 fu a sua volta annesso da Luvinate su risultanza di un regio decreto di Napoleone. Il Comune di Morosolo fu poi ripristinato con il ritorno degli austriaci. L'abitato crebbe poi discretamente, tanto che nel 1853 risultò essere popolato da 750 anime, salite a 909 nel 1871. Una discreta crescita demografica nella seconda metà del XIX secolo portò poi ai 1007 residenti del 1921.
A seguito del regio decreto N. 813 del 28 marzo 1929, il comune venne smembrato: parte del territorio fu annessa al comune di Varese e parte al comune di Casciago. A Varese toccò la porzione più consistente e quasi il 70% dei residenti totali (692 su 1007) con le frazioni di Calcinate, Gudo, Gaggio e Mustonate, mentre Morosolo propriamente detto, sede del comune, passò a Casciago.

## Monumenti e luoghi d'interesse

### Architetture civili

#### Villa Stampa Foscarini
Costruita sulla base di un precedente complesso rurale fortificato di età bassomedievale, verso la fine del XVIII secolo fu trasformata in una dimora signorile della famiglia Stampa. Della struttura originaria sopravvivono i resti di alcune torri. Fra i proprietari della villa si ricorda Stefano Decio Stampa, primo marito della seconda moglie di Alessandro Manzoni.
La villa presenta una pianta a "U" aperta verso due cortili, trasversalmente separati da una fila di tre archi Novecenteschi ispirati ad analoghe strutture presenti nelle ville Recalcati e Menafoglio Litta Panza di Varese

## Infrastrutture e trasporti
Morosolo, insieme al comune di Casciago, è servita dalla linea ferroviaria FN Saronno-Varese-Laveno Mombello tramite la stazione di Morosolo-Casciago.
Inoltre la frazione è servita dalla Linea autobus M (Varese-Morosolo) gestita da Autolinee Varesine, e che rientra nei servizi di area urbana di competenza del Comune di Varese.